# Michael Majalahti
Michael Majalahti, bardziej znany jako Starbuck (ur. 24 kwietnia 1973) – kanadyjski zawodowy zapaśnik.
Na początku swojej kariery występował w Pro Wrestling Finlandia (obecnie występuje w Total Blast Wrestling,), a następnie w Italian Wrestling Superstars (pas Mistrza Włoch Wagi Ciężkiej) oraz EuroStars (pas Mistrza Europy Wagi Ciężkiej). Obecnie występuje w polskiej federacji Total Blast Wrestling. Na jej pierwszej gali (27 lutego 2010 w Radomiu) zmierzył się w Hardcore Matchu z Michaelem Kovacem pokonując go.

## We wrestlingu
- Finishery
  - Attitude Adjustment (Spike piledriver)
  - Superkick

- Akcje rozpoznawcze
  - Fist drop
  - Russian legsweep
  - Sitout Double Underhook Powerbomb
  - Slingshot Suplex

- Nicki
  - "The Canadian Rebel"

- Motywy muzyczne
  - "Eye of the Tiger" – Survivor
  - "Swatting At Flies" – Flotsam and Jetsam

## Tytuły i osiągnięcia
- European Professional Wrestling
  - European Tag Team Championship (z Mikey Whiplashem) (1)

- EuroStars
  - European Heavyweight Championship (2)

- Fight Club Finland
  - Finnish Heavyweight Championship (4)

- Italian Wrestling Superstars
  - Italian Heavyweight Championship (1)
  - Italian Intercontinental Championship (1)